# سبأ عرفات
سبأ الشيخ عمرو عرفات أكاديمية فلسطينية، ولدت في نابلس، تلقت تعليمها في مدرسة العيشية ومدرسة شميدت للبنات. بدأت حياتها المهنية كمعلمة في مدرسة العائشية من عام 1941 إلى عام 1948، ثم التحقت بجامعة إكستر في المملكة المتحدة وتخصصت في اللغة الإنجليزية وآدابها، وحصلت على البكالوريوس عام 1953. التحقت بكلية المعلمين في رام الله من عام 1954 إلى عام 1956، وبعد ذلك عملت كمستشارة لليونسكو في تدريس اللغة الإنجليزية كلغة أجنبية في ليبيا من عام 1956 إلى عام 1960. واصلت تعليمها وحصلت على درجة الماجستير في التربية من جامعة هارفارد عام 1961.
عملت كمساعدة في مجلس التعليم في الأونروا في عمان قبل أن تصبح مديرة للأونروا في القدس عام 1964، وترأست فيما بعد قسم التعليم في الأونروا في الضفة الغربية ابتداء من عام 1974، وكانت عضواً في مجلس أمناء جامعة بيت لحم منذ عام 1975 حتى عام 1978، وعضواً في اللجنة التنفيذية لمجلس التعليم العالي من عام 1976 إلى عام 1985، بالإضافة إلى ذلك كانت عضواً في مجلس أمناء جامعة بيرزيت.

## وفاتها
توفيت في 4 يناير 2025 في عمّان.